# Sauris buruensis
Sauris buruensis är en fjärilsart som beskrevs av Louis Beethoven Prout 1929. Sauris buruensis ingår i släktet Sauris och familjen mätare. Inga underarter finns listade.